# PARTNERSHIP
『PARTNERSHIP』（パートナーシップ）は、松任谷由実（ユーミン）の33枚目のシングル。2000年9月20日に東芝EMIからリリースされた（TOCT-4241）。31枚目のオリジナルアルバム『acacia(アケイシャ)』に「PARTNERSHIP」はalbum versionを、「So long long ago」はalbum mixを収録。

## 解説
- ジャケットはツアー中の大阪のフェスティバルホールでハービー山口が撮影したもの。
- 表題曲は日本テレビ系『シドニーオリンピック』イメージソング[2]。アルバムに収録するにあたり、キーを高くして再録された。
- また、このシングルの新しい試みとして、「PARTNERSHIP」をアフリカの民俗音楽調にアレンジメントした曲が収録されている。
- オリコンチャートの登場週数は4週[3]、チャート最高順位は週間18位、累計4.1万枚のセールスを記録した[1]。

## 収録曲
1. PARTNERSHIP（single version）
2. So long long ago（single mix）
3. PARTNERSHIP（INSTRUMENTAL VERSION）

作詞・作曲：松任谷由実　編曲：松任谷正隆

## 参加ミュージシャン
- キーボード&プログラミング：松任谷正隆
- シンセサイザープログラミング：オペレーティング：北城浩志
- ドラム（#2）：江口信夫
- ベース（#2）：美久月千晴
- エレクトリックギター（#2）：鈴木茂
- ピアノ&バックコーラス（#2）：松任谷由実
- サウンドエフェクト：Tom Tucker

## カバー
- 大地真央（2000年12月1日／シングル「PARTNERSHIP」収録）